# Merwede inférieure
La Merwede inférieure (en néerlandais Beneden-Merwede) est une rivière néerlandaise, qui fait partie du delta du Rhin.
La Merwede inférieure, tout en formant la continuité du Waal, représente le cours inférieur de la Merwede. Cette rivière commence près de Werkendam, où la Merwede supérieure se divise en deux branches : 
- la branche principale coule vers le sud, c'est la Nouvelle Merwede,
- la branche secondaire coule vers l'ouest, c'est la Merwede inférieure.

Cette rivière fait partie de l'itinéraire fluvial principal entre Rotterdam et l'Allemagne.
Entre Dordrecht, Papendrecht et Zwijndrecht, la Merwede inférieure se divise en deux parties : le Noord, qui coule vers le nord, vers Rotterdam, et la Vieille Meuse qui coule vers le sud-ouest.
La rivière reçoit en moyenne 27% de eaux du Rhin.

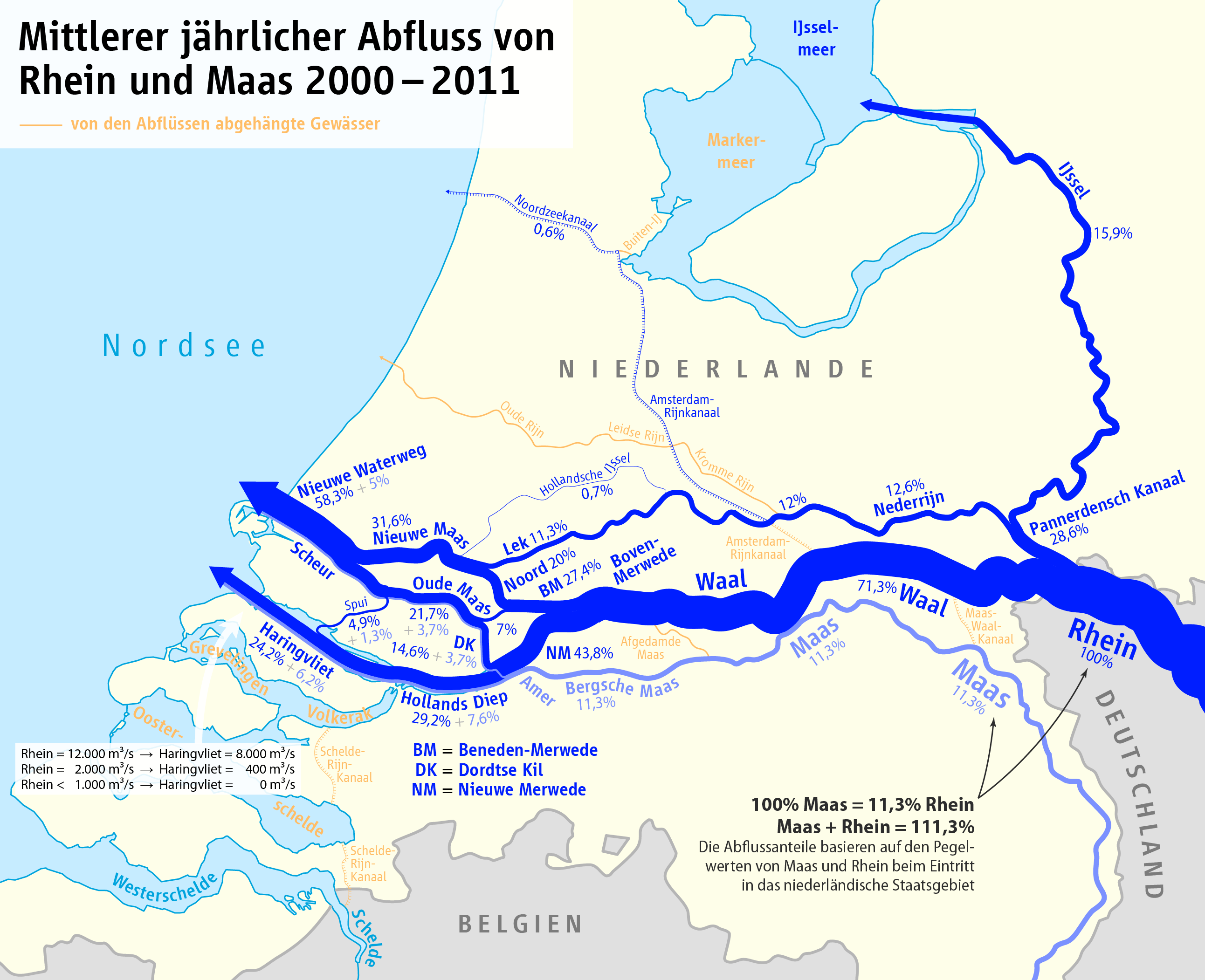

## Source
- (nl) Cet article est partiellement ou en totalité issu de l’article de Wikipédia en néerlandais intitulé « Beneden-Merwede » (voir la liste des auteurs).